# Vie, poésies et pensées de Joseph Delorme
Vie, poésies et pensées de Joseph Delorme est une œuvre de Charles-Augustin Sainte-Beuve publiée en 1829.

## Éditions modernes
- Charles-Augustin Sainte-Beuve (préf. Jean-Pierre Bertrand et Anthony Glinoer), Vie, poésies et pensées de Joseph Delorme, Éditions Bartillat, 2004, 288 p. (ISBN 2-84100-332-9)
- Charles-Augustin Sainte-Beuve (préf. Gérald Antoine), Vie, poésies et pensées de Joseph Delorme, Nouvelles Éditions latines, 2012 (EAN 9782723395663)